# Oliver Kahn
Oliver Rolf Kahn (Karlsruhe, 15 giugno 1969) è un dirigente sportivo ed ex calciatore tedesco, di ruolo portiere.
Nel novero dei migliori portieri di sempre, è uno dei giocatori tedeschi più vincenti nella storia del calcio, con otto campionati tedeschi, sei coppe di Germania, una Coppa UEFA, una Coppa dei Campioni e una Coppa Intercontinentale. Le sue prestazioni gli sono valse quattro premi come Portiere dell'anno UEFA (consecutivi), tre come miglior portiere dell'anno IFFHS e due come Calciatore tedesco dell'anno. Inoltre, nel 2004 Pelé lo ha inserito nella FIFA 100, speciale lista redatta dall'ex calciatore brasiliano che elenca i migliori giocatori della storia del calcio al momento della stesura.
Dal 1994 al 2006 ha fatto parte della nazionale tedesca, totalizzando 86 presenze e diventando campione d'Europa nel 1996 e vicecampione del mondo nel 2002.

## Biografia
È nato a Karlsruhe. È originario della Lettonia; i suoi nonni provengono proprio dallo Stato baltico e suo padre è nato in Lettonia, per poi trasferirsi in Germania dopo la Seconda guerra mondiale. Suo fratello maggiore, Axel, era centrocampista del Karlsruhe.
Nel 1999 Kahn ha sposato Simone, dalla quale ha due figli: Katharina-Maria (nata il 28 dicembre 1998) e David (nato il 7 marzo 2003). La coppia si è separata nel 2003 e in seguito Kahn ha avuto una relazione molto pubblicizzata con la conduttrice radiofonica Verena Kerth dal 2003 al 2008. Kahn e Simone si sono riconciliati brevemente nel 2009, prima di divorziare lo stesso anno.
L'8 luglio 2011, Kahn ha sposato la sua ragazza Svenja a Monaco di Baviera. La coppia ha un figlio, nato nel 2011.

## Caratteristiche tecniche
Portiere freddo, agile, reattivo dal grande carisma, è stato soprannominato Der Titan (Il Titano) e King Kahn (Re Kahn). Dotato di un carattere duro e forte ed una personalità battagliera nonché un'efficace direzione della retroguardia che lo portava, talvolta, a rimproverare aspramente i propri difensori in caso di errori o a ingaggiare dure schermaglie verbali e fisiche con gli avversari.

## Carriera

### Club

#### Karlsruher SC
Alla giovane età di sei anni, Kahn entra a fare parte del Karlsruhe, squadra della sua città natale, dove suo padre Rolf aveva giocato dal 1962 al 1965. Prima di diventare portiere, incomincia inizialmente come difensore. Nella stagione 1987-88, entra a far parte della prima squadra del club tedesco, inizialmente come riserva del portiere titolare
Alexander Famulla. Il 27 novembre 1987, Kahn esordì nella prima squadra, nella partita contro il Köln, terminata 4-0 a favore del Karlsruhe. Nonostante la prima presenza nel campionato professionistico, rimase riserva del portiere titolare, fino al 1990, anno in cui l'allenatore Winfried Schäfer decide di promuoverlo a portiere titolare.
Nel corso degli anni, Kahn si conquista stabilmente il posto da titolare. Considerato un motivatore della squadra e un giocatore chiave, grazie alle sue doti da portiere la squadra arrivò fino alla semifinale della Coppa UEFA 1993-1994. In quell'edizione, la squadra riuscì a fare ottimi risultati, ad esempio la vittoria per 7-0 ai sedicesimi di finale contro gli spagnoli del Valencia (la partita fu denominata dai media tedeschi "Miracolo al Wildparkstadion").

#### Bayern Monaco

Kahn solleva il trofeo della UEFA Champions League 2000-2001 vinta col Bayern Monaco

Acquistato dal Bayern Monaco come sostituto di Raimond Aumann per 4,6 milioni di marchi, presto divenne titolare e nel 1994 si infortunò al legamento crociato, restando fuori dai campi per sei mesi; nonostante questo grave infortunio, due mesi dopo il suo ritorno in campo giocò la sua prima partita per la nazionale tedesca.
I due anni successivi al suo acquisto sono importanti per quanto riguardano i trofei e le vittorie: infatti nella finale di coppa UEFA del 1996, il Bayern sconfigge il Bordeaux, aggiudicandosi così la sua prima coppa nella sua carriera; nella stagione successiva vince il suo primo titolo tedesco e la Coppa di Lega tedesca, oltre al premio personale come miglior portiere tedesco dell'anno per la seconda volta nella sua carriera.
Nel 1999, il Bayern Monaco arriva in finale nella UEFA Champions League, perdendo contro gli inglesi del Manchester Utd al Camp Nou. Una sconfitta sfortunata per i bavaresi, considerando che vanno in vantaggio dopo sei minuti con Mario Basler, ma due goal nei minuti di recupero del secondo tempo di Teddy Sheringham e di Ole Gunnar Solskjær ribaltano il risultato e danno la vittoria agli inglesi. Kahn si consolerà con la vittoria del premio come miglior portiere del mondo.
Due anni dopo il Bayern si ritrova in finale, questa volta contro gli spagnoli del Valencia; dopo i minuti regolamentari, terminati 1-1, nei calci di rigore Kahn giocò un ruolo importantissimo, parando tre rigori su sette e permettendo così alla squadra tedesca di vincere la sua quarta Coppa dei Campioni / Champions League. Lo stesso anno, il Bayern vince la sua seconda Coppa Intercontinentale battendo gli argentini del Boca Juniors.
Gli infortuni, i problemi personali e la mancanza di motivazioni sono responsabili di un rapido declino nella stagione 2002-2003. Tutto questo raggiunge il culmine nella stagione 2003-04, dopo il goal di Roberto Carlos agli ottavi di finale in UEFA Champions League contro il Real Madrid, che elimina i tedeschi dal torneo.. La stampa tedesca ed estera critica duramente il portiere.
Nel 2006, prima di una partita contro l'Arminia Bielefeld a Monaco, Michael Rensing colpì per sbaglio con un pallone Kahn, centrandolo negli occhi. Questo causò al veterano portiere diversi problemi, tra cui l'annebbiamento della vista e la discolorazione, fattori che lo tennero fuori per quella partita. Con Rensing in porta, il Bayern vinse 2-0.

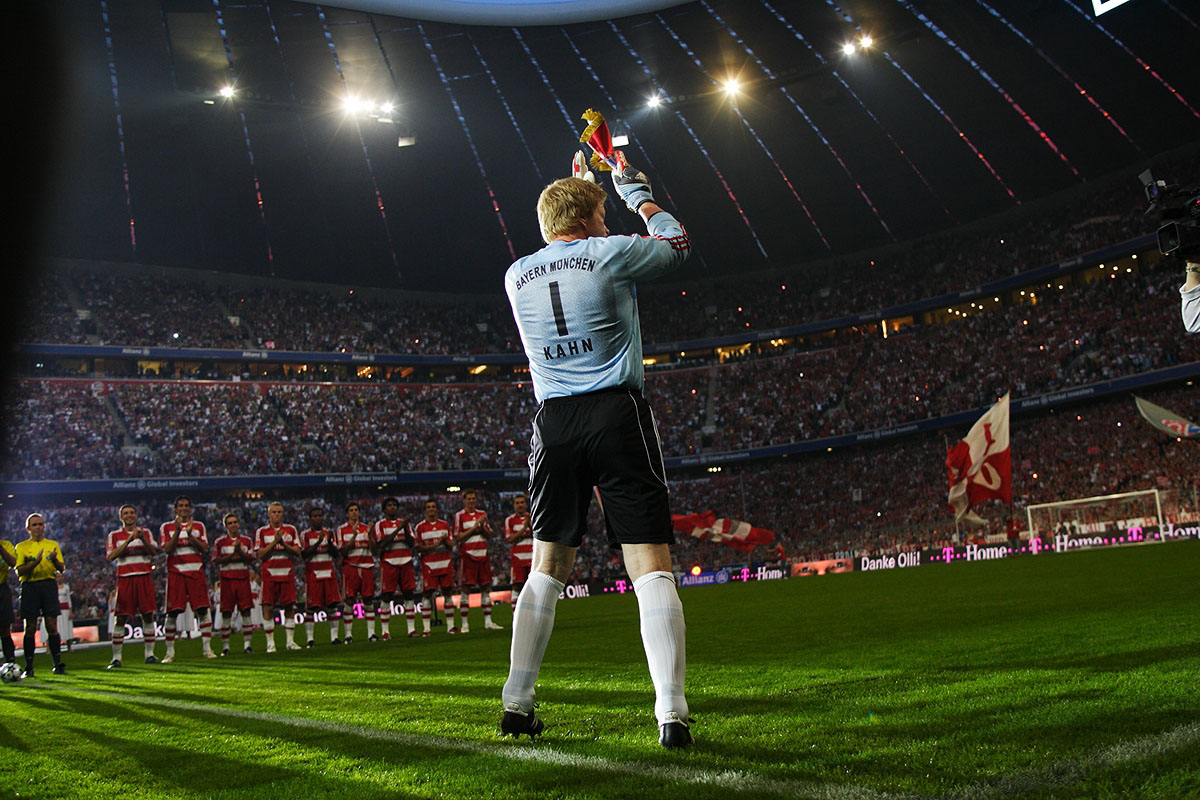
Kahn saluta i tifosi bavaresi nella sua partita d'addio, 2 settembre 2008

Il 17 maggio 2008, all'età di 38 anni, ha giocato la sua 535ª partita in Bundesliga, diventando il portiere con il maggior numero di presenze nel campionato maggiore tedesco. La sua ultima apparizione in Europa è stato il 1º maggio 2008, nella partita contro lo Zenit San Pietroburgo nella semifinale di coppa UEFA; i tedeschi persero 4-0. La sua ultima partita in Bundesliga è stata il 17 maggio, nella partita contro l'Hertha Berlino, vinta dai bavaresi per 4-1.
Dopo venti anni di carriera, di cui 14 con il Bayern, il 2 settembre 2008 si è congedato dal calcio giocato disputando una partita amichevole contro la nazionale tedesca presso l'Allianz Arena di Monaco, terminata 1-1. Per l'occasione ha indossato una maglia particolare: su di essa, c'erano i nomi e i cognomi di suoi fan (il numero massimo consentito era di 5.500 nominativi) che hanno pagato, per questo, 149€. L'incasso è stato devoluto in beneficenza all'associazione Ein Herz für Kinder.

### Nazionale
La prima convocazione di Kahn in nazionale risale al Campionato mondiale di calcio 1994, chiamato come terzo portiere; nonostante la chiamata, non totalizzò nessuna presenza in quel mondiale. La sua prima presenza in campo è nell'amichevole del 23 giugno 1995 contro la Nazionale di calcio della Svizzera, dove la squadra tedesca vinse per 2-1, due mesi dopo il ricovero per l'infortunio ai legamenti del crociato. Come secondo portiere, Kahn si laureò campione d'Europa in occasione del Campionato europeo di calcio del 1996. Solo dopo il campionato mondiale di calcio del 1998, che coincise con il ritiro dal calcio del portiere titolare Andreas Köpke, Kahn divenne il numero uno della nazionale. Due anni dopo il Campionato europeo di calcio nel 2000, dove la nazionale tedesca si piazzò all'ultimo posto del suo girone, Kahn ricevette la fascia da capitano, succedendo all'attaccante Oliver Bierhoff.
Nella partita di qualificazione ai Mondiali del 2002, la Germania fu battuta per 5-1 dall'Inghilterra. Questo risultato permise agli inglesi di scavalcare in classifica i tedeschi, passando quindi direttamente ai Mondiali e costringendo i giocatori della Germania a disputare i play-off, che passarono battendo l'Ucraina. Kahn, che mai aveva subito tante reti in nazionale, rimase il portiere titolare per i Mondiali del 2002. Nello stesso anno, Kahn vinse per la seconda volta nella sua carriera il premio come Portiere dell'anno IFFHS.
Nel campionato mondiale di calcio 2002 disputato in Giappone e Corea del Sud, la Germania avanzò fino alla finale, ma perse contro il Brasile; nel corso del torneo, Kahn subì soltanto 3 reti, di cui 2 solo nella finale, in cui giocò coi legamenti dell'anulare destro rotti. Kahn subì il primo gol al 67º minuto di gioco, dopo aver respinto (senza bloccarlo) un tiro di Rivaldo, poi ribadito in rete da Ronaldo. Una volta terminata la partita, rimase da solo nella sua porta; nonostante ciò, non volle attribuire all'infortunio alla mano la colpa di quell'errore: «È stato l'unico errore che ho commesso in sette partite, e Ronaldo, purtroppo per me, non ha avuto pietà. Ma l’infortunio non ha nulla a che vedere con il gol».
Fu il primo portiere tedesco a non subire reti in 5 partite in un'edizione di un Mondiale. Kahn conservò i ranghi da titolare nel campionato europeo di calcio 2004 in Portogallo, ma la Germania venne eliminata ancora una volta nella fase a gironi. Dopo quell'europeo cedette la fascia di capitano della nazionale tedesca a Michael Ballack.
Il nuovo commissario tecnico Jürgen Klinsmann, che sostituì Rudi Völler, scelse di alternare in porta Oliver Kahn e Jens Lehmann per stimolare la competizione tra i due estremi difensori. Il 7 aprile 2006, dopo 2 anni di sfida, Klinsmann annunciò che Lehmann sarebbe stato il portiere titolare per il campionato mondiale di calcio 2006 in terra tedesca. Kahn scelse di fare da riserva per il torneo ed accettò la decisione di Klinsmann. Prima dei tiri di rigore nel quarto di finale contro l'Argentina, Kahn abbracciò e strinse la mano a Lehmann, dandogli anche parole d'incoraggiamento. Nella conferenza post-partita, Kahn ringraziò pubblicamente Lehmann per le sue 2 parate decisive.
Dopo l'eliminazione della Germania nella semifinale contro l'Italia, Kahn fu schierato titolare nella finale per il 3º posto contro il Portogallo, indossando la fascia di capitano per via dell'assenza di Ballack (bloccato da un infortunio). Autore di un'ottima prestazione, con cui contribuì alla vittoria per 3-1 della Germania, Kahn annunciò il suo ritiro dalla nazionale tedesca al termine della gara. Nelle file dei teutonici conta 86 presenze, di cui 49 da capitano.

### Dirigente
Dal 1º gennaio 2020 è membro del consiglio di amministrazione del Bayern e dal 31 dicembre 2021, quando scadrà il contratto di Karl-Heinz Rummenigge, sarà presidente e CEO del club.
Il 1º giugno 2021 viene annunciato che Rummenigge lascerà il suo incarico a Kahn con un anticipo di sei mesi rispetto alla data concordata in precedenza.
Dopo la débâcle della nazionale tedesca al campionato del mondo 2022, il 13 dicembre 2022 entrò a far parte, con Karl-Heinz Rummenigge, Rudi Völler, Matthias Sammer e Oliver Mintzlaff, del pool istituito dalla federazione calcistica tedesca (DFB) onde seguire il processo di ricostruzione della squadra.

## Statistiche

### Presenze e reti nei club
Statistiche aggiornate al termine della carriera da calciatore.
| Stagione             | Squadra              | Campionato           | Campionato | Campionato | Coppe nazionali | Coppe nazionali | Coppe nazionali | Coppe continentali | Coppe continentali | Coppe continentali | Altre coppe | Altre coppe | Altre coppe | Totale | Totale |
| Stagione             | Squadra              | Comp                 | Pres       | Reti       | Comp            | Pres            | Reti            | Comp               | Pres               | Reti               | Comp        | Pres        | Reti        | Pres   | Reti   |
| -------------------- | -------------------- | -------------------- | ---------- | ---------- | --------------- | --------------- | --------------- | ------------------ | ------------------ | ------------------ | ----------- | ----------- | ----------- | ------ | ------ |
| 1987-1988            | Karlsruhe            | BL                   | 2          | -6         | CG              | 0               | 0               | -                  | -                  | -                  | -           | -           | -           | 2      | -6     |
| 1988-1989            | Karlsruhe            | BL                   | 2          | -3         | CG              | 0               | 0               | -                  | -                  | -                  | -           | -           | -           | 2      | -3     |
| 1989-1990            | Karlsruhe            | BL                   | 0          | 0          | CG              | 0               | 0               | -                  | -                  | -                  | -           | -           | -           | 0      | 0      |
| 1990-1991            | Karlsruhe            | BL                   | 22         | -27        | CG              | 0               | 0               | -                  | -                  | -                  | -           | -           | -           | 22     | -27    |
| 1991-1992            | Karlsruhe            | BL                   | 37         | -47        | CG              | 2               | -1              | -                  | -                  | -                  | -           | -           | -           | 39     | -48    |
| 1992-1993            | Karlsruhe            | BL                   | 34         | -54        | CG              | 5               | -3              | -                  | -                  | -                  | -           | -           | -           | 39     | -57    |
| 1993-1994            | Karlsruhe            | BL                   | 31         | -38        | CG              | 4               | -5              | CU                 | 10                 | -7                 | -           | -           | -           | 45     | -50    |
| Totale Karlsruhe     | Totale Karlsruhe     | Totale Karlsruhe     | 128        | -175       |                 | 11              | -9              |                    | 10                 | -7                 |             | -           | -           | 149    | -191   |
| 1994-1995            | Bayern Monaco        | BL                   | 23         | -27        | CG              | 1               | -1              | UCL                | 5                  | -6                 | SG          | 1           | -3          | 30     | -37    |
| 1995-1996            | Bayern Monaco        | BL                   | 32         | -42        | CG              | 2               | -3              | CU                 | 12                 | -10                | -           | -           | -           | 46     | -55    |
| 1996-1997            | Bayern Monaco        | BL                   | 32         | -32        | CG              | 4               | -3              | CU                 | 2                  | -3                 | -           | -           | -           | 38     | -38    |
| 1997-1998            | Bayern Monaco        | BL                   | 34         | -37        | CG              | 6               | -6              | UCL                | 8                  | -7                 | CdL         | 2           | 0           | 50     | -50    |
| 1998-1999            | Bayern Monaco        | BL                   | 30         | -22        | CG              | 6               | -4              | UCL                | 13                 | -12                | CdL         | 2           | 0           | 51     | -38    |
| 1999-2000            | Bayern Monaco        | BL                   | 27         | -21        | CG              | 5               | -3              | UCL                | 13                 | -14                | CdL         | 0           | 0           | 45     | -38    |
| 2000-2001            | Bayern Monaco        | BL                   | 32         | -36        | CG              | 2               | -1              | UCL                | 16                 | -10                | CdL         | 2           | -2          | 52     | -49    |
| 2001-2002            | Bayern Monaco        | BL                   | 32         | -20        | CG              | 4               | -4              | UCL                | 12                 | -10                | CdL+SU+CInt | 1+1+1       | -1 + -3 + 0 | 51     | -38    |
| 2002-2003            | Bayern Monaco        | BL                   | 33         | -22        | CG              | 6               | -3              | UCL                | 6                  | -8                 | CdL         | 0           | 0           | 45     | -33    |
| 2003-2004            | Bayern Monaco        | BL                   | 33         | -39        | CG              | 4               | -3              | UCL                | 8                  | -8                 | CdL         | 1           | -3          | 46     | -52    |
| 2004-2005            | Bayern Monaco        | BL                   | 32         | -28        | CG              | 5               | -1              | UCL                | 10                 | -13                | CdL         | 2           | -2          | 49     | -44    |
| 2005-2006            | Bayern Monaco        | BL                   | 31         | -26        | CG              | 6               | -2              | UCL                | 7                  | -8                 | CdL         | 0           | 0           | 44     | -36    |
| 2006-2007            | Bayern Monaco        | BL                   | 32         | -37        | CG              | 1               | 0               | UCL                | 9                  | -9                 | CdL         | 1           | -2          | 43     | -48    |
| 2007-2008            | Bayern Monaco        | BL                   | 26         | -18        | CG              | 5               | -4              | CU                 | 9                  | -13                | CdL         | 2           | -1          | 42     | -36    |
| Totale Bayern Monaco | Totale Bayern Monaco | Totale Bayern Monaco | 429        | -407       |                 | 57              | -38             |                    | 130                | -131               |             | 16          | -17         | 632    | -593   |
| Totale carriera      | Totale carriera      | Totale carriera      | 557        | -582       |                 | 68              | -47             |                    | 140                | -138               |             | 16          | -17         | 781    | -784   |

### Cronologia presenze e reti in nazionale
| Cronologia completa delle presenze e delle reti in nazionale ― Germania | Cronologia completa delle presenze e delle reti in nazionale ― Germania | Cronologia completa delle presenze e delle reti in nazionale ― Germania | Cronologia completa delle presenze e delle reti in nazionale ― Germania | Cronologia completa delle presenze e delle reti in nazionale ― Germania | Cronologia completa delle presenze e delle reti in nazionale ― Germania | Cronologia completa delle presenze e delle reti in nazionale ― Germania | Cronologia completa delle presenze e delle reti in nazionale ― Germania |
| Data                                                                    | Città                                                                   | In casa                                                                 | Risultato                                                               | Ospiti                                                                  | Competizione                                                            | Reti                                                                    | Note                                                                    |
| ----------------------------------------------------------------------- | ----------------------------------------------------------------------- | ----------------------------------------------------------------------- | ----------------------------------------------------------------------- | ----------------------------------------------------------------------- | ----------------------------------------------------------------------- | ----------------------------------------------------------------------- | ----------------------------------------------------------------------- |
| 23-6-1995                                                               | Zurigo                                                                  | Svizzera                                                                | 1 – 2                                                                   | Germania                                                                | Amichevole                                                              | -1                                                                      |                                                                         |
| 6-9-1995                                                                | Norimberga                                                              | Germania                                                                | 4 – 1                                                                   | Georgia                                                                 | Qual. Euro 1996                                                         | -1                                                                      |                                                                         |
| 27-3-1996                                                               | Monaco di Baviera                                                       | Germania                                                                | 2 – 0                                                                   | Danimarca                                                               | Amichevole                                                              | -                                                                       | 18’                                                                     |
| 29-5-1996                                                               | Belfast                                                                 | Irlanda del Nord                                                        | 1 – 1                                                                   | Germania                                                                | Amichevole                                                              | -1                                                                      |                                                                         |
| 4-9-1996                                                                | Zabrze                                                                  | Polonia                                                                 | 0 – 2                                                                   | Germania                                                                | Amichevole                                                              | -                                                                       |                                                                         |
| 26-2-1997                                                               | Ramat Gan                                                               | Israele                                                                 | 0 – 1                                                                   | Germania                                                                | Amichevole                                                              | -                                                                       |                                                                         |
| 11-10-1997                                                              | Hannover                                                                | Germania                                                                | 4 – 3                                                                   | Albania                                                                 | Qual. Mondiali 1998                                                     | -3                                                                      |                                                                         |
| 15-11-1997                                                              | Düsseldorf                                                              | Germania                                                                | 3 – 0                                                                   | Sudafrica                                                               | Amichevole                                                              | -                                                                       |                                                                         |
| 22-4-1998                                                               | Colonia                                                                 | Germania                                                                | 1 – 0                                                                   | Nigeria                                                                 | Amichevole                                                              | -                                                                       |                                                                         |
| 27-5-1998                                                               | Helsinki                                                                | Finlandia                                                               | 0 – 0                                                                   | Germania                                                                | Amichevole                                                              | -                                                                       | 46’                                                                     |
| 2-9-1998                                                                | Ta' Qali                                                                | Malta                                                                   | 1 – 2                                                                   | Germania                                                                | Amichevole                                                              | -1                                                                      |                                                                         |
| 5-9-1998                                                                | Ta' Qali                                                                | Romania                                                                 | 1 – 1                                                                   | Germania                                                                | Amichevole                                                              | -1                                                                      |                                                                         |
| 10-10-1998                                                              | Bursa                                                                   | Turchia                                                                 | 1 – 0                                                                   | Germania                                                                | Qual. Euro 2000                                                         | -1                                                                      |                                                                         |
| 14-10-1998                                                              | Chișinău                                                                | Moldavia                                                                | 1 – 3                                                                   | Germania                                                                | Qual. Euro 2000                                                         | -1                                                                      |                                                                         |
| 18-11-1998                                                              | Gelsenkirchen                                                           | Germania                                                                | 1 – 1                                                                   | Paesi Bassi                                                             | Amichevole                                                              | -1                                                                      |                                                                         |
| 6-2-1999                                                                | Jacksonville                                                            | Stati Uniti                                                             | 3 – 0                                                                   | Germania                                                                | Amichevole                                                              | -3                                                                      |                                                                         |
| 9-2-1999                                                                | Miami                                                                   | Colombia                                                                | 3 – 3                                                                   | Germania                                                                | Amichevole                                                              | -1                                                                      | 46’                                                                     |
| 27-3-1999                                                               | Belfast                                                                 | Irlanda del Nord                                                        | 0 – 3                                                                   | Germania                                                                | Qual. Euro 2000                                                         | -                                                                       |                                                                         |
| 31-3-1999                                                               | Norimberga                                                              | Germania                                                                | 2 – 0                                                                   | Finlandia                                                               | Qual. Euro 2000                                                         | -                                                                       |                                                                         |
| 4-6-1999                                                                | Leverkusen                                                              | Germania                                                                | 6 – 1                                                                   | Moldavia                                                                | Qual. Euro 2000                                                         | -1                                                                      |                                                                         |
| 9-10-1999                                                               | Monaco                                                                  | Germania                                                                | 0 – 0                                                                   | Turchia                                                                 | Qual. Euro 2000                                                         | -                                                                       |                                                                         |
| 23-2-2000                                                               | Amsterdam                                                               | Paesi Bassi                                                             | 2 – 1                                                                   | Germania                                                                | Amichevole                                                              | -2                                                                      |                                                                         |
| 29-3-2000                                                               | Zagabria                                                                | Croazia                                                                 | 1 – 1                                                                   | Germania                                                                | Amichevole                                                              | -1                                                                      |                                                                         |
| 3-6-2000                                                                | Norimberga                                                              | Germania                                                                | 3 – 2                                                                   | Rep. Ceca                                                               | Amichevole                                                              | -2                                                                      | cap.                                                                    |
| 12-6-2000                                                               | Liegi                                                                   | Germania                                                                | 1 – 1                                                                   | Romania                                                                 | Euro 2000 - 1º turno                                                    | -1                                                                      |                                                                         |
| 17-6-2000                                                               | Charleroi                                                               | Inghilterra                                                             | 1 – 0                                                                   | Germania                                                                | Euro 2000 - 1º turno                                                    | -1                                                                      | cap.                                                                    |
| 20-6-2000                                                               | Rotterdam                                                               | Portogallo                                                              | 3 – 0                                                                   | Germania                                                                | Euro 2000 - 1º turno                                                    | -3                                                                      | cap.                                                                    |
| 16-8-2000                                                               | Hannover                                                                | Germania                                                                | 4 – 1                                                                   | Spagna                                                                  | Amichevole                                                              | -1                                                                      | cap.                                                                    |
| 2-9-2000                                                                | Amburgo                                                                 | Germania                                                                | 2 – 0                                                                   | Grecia                                                                  | Qual. Mondiali 2002                                                     | -                                                                       | cap.                                                                    |
| 7-10-2000                                                               | Londra                                                                  | Inghilterra                                                             | 0 – 1                                                                   | Germania                                                                | Qual. Mondiali 2002                                                     | -                                                                       |                                                                         |
| 15-11-2000                                                              | Copenaghen                                                              | Danimarca                                                               | 2 – 1                                                                   | Germania                                                                | Amichevole                                                              | -2                                                                      |                                                                         |
| 27-2-2001                                                               | Saint-Denis                                                             | Francia                                                                 | 1 – 0                                                                   | Germania                                                                | Amichevole                                                              | -1                                                                      | cap.                                                                    |
| 24-3-2001                                                               | Leverkusen                                                              | Germania                                                                | 2 – 1                                                                   | Albania                                                                 | Qual. Mondiali 2002                                                     | -1                                                                      | cap.                                                                    |
| 28-3-2001                                                               | Amarousio                                                               | Grecia                                                                  | 2 – 4                                                                   | Germania                                                                | Qual. Mondiali 2002                                                     | -2                                                                      | cap.                                                                    |
| 2-6-2001                                                                | Helsinki                                                                | Finlandia                                                               | 2 – 2                                                                   | Germania                                                                | Qual. Mondiali 2002                                                     | -2                                                                      | cap.                                                                    |
| 6-6-2001                                                                | Tirana                                                                  | Albania                                                                 | 0 – 2                                                                   | Germania                                                                | Qual. Mondiali 2002                                                     | -                                                                       | cap.                                                                    |
| 15-8-2001                                                               | Budapest                                                                | Ungheria                                                                | 2 – 5                                                                   | Germania                                                                | Amichevole                                                              | -2                                                                      | cap.                                                                    |
| 1-9-2001                                                                | Monaco di Baviera                                                       | Germania                                                                | 1 – 5                                                                   | Inghilterra                                                             | Qual. Mondiali 2002                                                     | -5                                                                      | cap.                                                                    |
| 6-10-2001                                                               | Gelsenkirchen                                                           | Germania                                                                | 0 – 0                                                                   | Finlandia                                                               | Qual. Mondiali 2002                                                     | -                                                                       |                                                                         |
| 10-10-2001                                                              | Kiev                                                                    | Ucraina                                                                 | 1 – 1                                                                   | Germania                                                                | Qual. Mondiali 2002                                                     | -1                                                                      | cap.                                                                    |
| 14-11-2001                                                              | Dortmund                                                                | Germania                                                                | 4 – 1                                                                   | Ucraina                                                                 | Qual. Mondiali 2002                                                     | -1                                                                      | cap.                                                                    |
| 13-2-2002                                                               | Kaiserslautern                                                          | Germania                                                                | 7 – 1                                                                   | Israele                                                                 | Amichevole                                                              | -1                                                                      | cap.                                                                    |
| 9-5-2002                                                                | Friburgo                                                                | Germania                                                                | 7 – 0                                                                   | Kuwait                                                                  | Amichevole                                                              | -                                                                       | cap.                                                                    |
| 14-5-2002                                                               | Cardiff                                                                 | Galles                                                                  | 1 – 0                                                                   | Germania                                                                | Amichevole                                                              | -1                                                                      | cap.                                                                    |
| 18-5-2002                                                               | Leverkusen                                                              | Germania                                                                | 6 – 2                                                                   | Austria                                                                 | Amichevole                                                              | -2                                                                      | cap.                                                                    |
| 1-6-2002                                                                | Sapporo                                                                 | Germania                                                                | 8 – 0                                                                   | Arabia Saudita                                                          | Mondiali 2002 - 1º turno                                                | -                                                                       | cap.                                                                    |
| 5-6-2002                                                                | Kashima                                                                 | Germania                                                                | 1 – 1                                                                   | Irlanda                                                                 | Mondiali 2002 - 1º turno                                                | -1                                                                      | cap.                                                                    |
| 11-6-2002                                                               | Shizuoka                                                                | Camerun                                                                 | 0 – 2                                                                   | Germania                                                                | Mondiali 2002 - 1º turno                                                | -                                                                       | cap. 42’                                                                |
| 15-6-2002                                                               | Seogwipo                                                                | Germania                                                                | 1 – 0                                                                   | Paraguay                                                                | Mondiali 2002 - Ottavi di finale                                        | -                                                                       | cap.                                                                    |
| 21-6-2002                                                               | Ulsan                                                                   | Germania                                                                | 1 – 0                                                                   | Stati Uniti                                                             | Mondiali 2002 - Quarti di finale                                        | -                                                                       | cap.                                                                    |
| 25-6-2002                                                               | Seul                                                                    | Germania                                                                | 1 – 0                                                                   | Corea del Sud                                                           | Mondiali 2002 - Semifinale                                              | -                                                                       | cap.                                                                    |
| 30-6-2002                                                               | Yokohama                                                                | Germania                                                                | 0 – 2                                                                   | Brasile                                                                 | Mondiali 2002 - Finale                                                  | -2                                                                      | cap.                                                                    |
| 7-9-2002                                                                | Kaunas                                                                  | Lituania                                                                | 0 – 2                                                                   | Germania                                                                | Qual. Euro 2004                                                         | -                                                                       | cap.                                                                    |
| 11-10-2002                                                              | Sarajevo                                                                | Bosnia ed Erzegovina                                                    | 1 – 1                                                                   | Germania                                                                | Amichevole                                                              | -1                                                                      | cap.                                                                    |
| 16-10-2002                                                              | Hannover                                                                | Germania                                                                | 2 – 1                                                                   | Fær Øer                                                                 | Qual. Euro 2004                                                         | -1                                                                      | cap.                                                                    |
| 20-11-2002                                                              | Gelsenkirchen                                                           | Germania                                                                | 1 – 3                                                                   | Paesi Bassi                                                             | Amichevole                                                              | -1                                                                      | cap.                                                                    |
| 12-2-2003                                                               | Palma di Maiorca                                                        | Spagna                                                                  | 3 – 1                                                                   | Germania                                                                | Amichevole                                                              | -3                                                                      | cap.                                                                    |
| 29-3-2003                                                               | Norimberga                                                              | Germania                                                                | 1 – 1                                                                   | Lituania                                                                | Qual. Euro 2004                                                         | -1                                                                      | cap.                                                                    |
| 7-6-2003                                                                | Glasgow                                                                 | Scozia                                                                  | 1 – 1                                                                   | Germania                                                                | Qual. Euro 2004                                                         | -1                                                                      | cap.                                                                    |
| 11-6-2003                                                               | Tórshavn                                                                | Fær Øer                                                                 | 0 – 2                                                                   | Germania                                                                | Qual. Euro 2004                                                         | -                                                                       | cap. 46’                                                                |
| 20-8-2003                                                               | Stoccarda                                                               | Germania                                                                | 0 – 1                                                                   | Italia                                                                  | Amichevole                                                              | -1                                                                      | cap.                                                                    |
| 6-9-2003                                                                | Reykjavík                                                               | Islanda                                                                 | 0 – 0                                                                   | Germania                                                                | Qual. Euro 2004                                                         | -                                                                       | cap.                                                                    |
| 10-9-2003                                                               | Dortmund                                                                | Germania                                                                | 2 – 1                                                                   | Scozia                                                                  | Qual. Euro 2004                                                         | -1                                                                      | cap.                                                                    |
| 11-10-2003                                                              | Amburgo                                                                 | Germania                                                                | 3 – 0                                                                   | Islanda                                                                 | Qual. Euro 2004                                                         | -                                                                       | cap.                                                                    |
| 15-11-2003                                                              | Gelsenkirchen                                                           | Germania                                                                | 0 – 3                                                                   | Francia                                                                 | Amichevole                                                              | -3                                                                      | cap.                                                                    |
| 18-2-2004                                                               | Spalato                                                                 | Croazia                                                                 | 1 – 2                                                                   | Germania                                                                | Amichevole                                                              | -1                                                                      | cap.                                                                    |
| 28-4-2004                                                               | Bucarest                                                                | Romania                                                                 | 5 – 1                                                                   | Germania                                                                | Amichevole                                                              | -4                                                                      | cap. 46’                                                                |
| 2-6-2004                                                                | Basilea                                                                 | Svizzera                                                                | 0 – 2                                                                   | Germania                                                                | Amichevole                                                              | -                                                                       | cap.                                                                    |
| 6-6-2004                                                                | Kaiserslautern                                                          | Germania                                                                | 0 – 2                                                                   | Ungheria                                                                | Amichevole                                                              | -2                                                                      | cap.                                                                    |
| 15-6-2004                                                               | Porto                                                                   | Germania                                                                | 1 – 1                                                                   | Paesi Bassi                                                             | Euro 2004 - 1º turno                                                    | -1                                                                      | cap.                                                                    |
| 19-6-2004                                                               | Porto                                                                   | Lettonia                                                                | 0 – 0                                                                   | Germania                                                                | Euro 2004 - 1º turno                                                    | -                                                                       | cap.                                                                    |
| 23-6-2004                                                               | Lisbona                                                                 | Germania                                                                | 1 – 2                                                                   | Rep. Ceca                                                               | Euro 2004 - 1º turno                                                    | -2                                                                      | cap.                                                                    |
| 18-8-2004                                                               | Vienna                                                                  | Austria                                                                 | 1 – 3                                                                   | Germania                                                                | Amichevole                                                              | -1                                                                      | 46’                                                                     |
| 8-9-2004                                                                | Berlino                                                                 | Germania                                                                | 1 – 1                                                                   | Brasile                                                                 | Amichevole                                                              | -1                                                                      |                                                                         |
| 16-12-2004                                                              | Yokohama                                                                | Giappone                                                                | 0 – 3                                                                   | Germania                                                                | Amichevole                                                              | -                                                                       |                                                                         |
| 19-12-2004                                                              | Pusan                                                                   | Corea del Sud                                                           | 3 – 1                                                                   | Germania                                                                | Amichevole                                                              | -3                                                                      |                                                                         |
| 26-3-2005                                                               | Celje                                                                   | Slovenia                                                                | 0 – 1                                                                   | Germania                                                                | Amichevole                                                              | -                                                                       |                                                                         |
| 8-6-2005                                                                | Mönchengladbach                                                         | Germania                                                                | 2 – 2                                                                   | Russia                                                                  | Amichevole                                                              | -2                                                                      |                                                                         |
| 15-6-2005                                                               | Francoforte sul Meno                                                    | Germania                                                                | 4 – 3                                                                   | Australia                                                               | Conf. Cup 2005 - 1º turno                                               | -3                                                                      |                                                                         |
| 29-6-2005                                                               | Lipsia                                                                  | Germania                                                                | 4 – 3 dts                                                               | Messico                                                                 | Conf. Cup 2005 - Finale 3º posto                                        | -3                                                                      |                                                                         |
| 17-8-2005                                                               | Rotterdam                                                               | Paesi Bassi                                                             | 2 – 2                                                                   | Germania                                                                | Amichevole                                                              | -2                                                                      |                                                                         |
| 8-10-2005                                                               | Istanbul                                                                | Turchia                                                                 | 2 – 1                                                                   | Germania                                                                | Amichevole                                                              | -2                                                                      | cap.                                                                    |
| 12-10-2005                                                              | Amburgo                                                                 | Germania                                                                | 1 – 0                                                                   | Cina                                                                    | Amichevole                                                              | -                                                                       | cap.                                                                    |
| 22-3-2006                                                               | Dortmund                                                                | Germania                                                                | 4 – 1                                                                   | Stati Uniti                                                             | Amichevole                                                              | -1                                                                      |                                                                         |
| 27-5-2006                                                               | Friburgo in Brisgovia                                                   | Germania                                                                | 7 – 0                                                                   | Lussemburgo                                                             | Amichevole                                                              | -                                                                       | 46’                                                                     |
| 8-7-2006                                                                | Stoccarda                                                               | Germania                                                                | 3 – 1                                                                   | Portogallo                                                              | Mondiali 2006 - Finale 3º posto                                         | -1                                                                      | cap.                                                                    |
| Totale                                                                  |                                                                         | Presenze                                                                | 86                                                                      |                                                                         | Reti                                                                    | -93                                                                     |                                                                         |

## Palmarès

Kahn (al centro) solleva il trofeo della Champions League vinto con il Bayern Monaco nel 2001

### Club

#### Competizioni nazionali
- Campionato tedesco: 8

Bayern Monaco: 1996-1997, 1998-1999, 1999-2000, 2000-2001, 2002-2003, 2004-2005, 2005-2006, 2007-2008
- Coppa di Germania: 6

Bayern Monaco: 1997-1998, 1999-2000, 2002-2003, 2004-2005, 2005-2006, 2007-2008
- Coppa di Lega tedesca: 6 (record)

Bayern Monaco: 1997, 1998, 1999, 2000, 2004, 2007

#### Competizioni internazionali
- UEFA Champions League: 1

Bayern Monaco: 2000-2001
- Coppa UEFA: 1

Bayern Monaco: 1995-1996
- Coppa Intercontinentale: 1

Bayern Monaco: 2001

### Nazionale
- Campionato d'Europa: 1

1996

### Individuale
- Portiere tedesco dell'anno: 5

1994, 1997, 1998, 1999, 2001
- Miglior portiere dell'anno IFFHS: 3

1999, 2001, 2002
- UEFA Club Football Awards: 4

Miglior portiere: 1998-1999, 1999-2000, 2000-2001, 2001-2002
- Calciatore tedesco dell'anno: 2

2000, 2001
- All-Star Team dei Mondiali: 1

Corea del Sud-Giappone 2002
- Premio Yashin: 1

Corea del Sud-Giappone 2002
- Pallone d'oro dei Mondiali: 1

Corea del Sud-Giappone 2002
- Squadra dell'anno ESM: 2

1999-2000, 2000-2001
- Bambi: 2

2001, 2006
- FIFA 100

2004
- Inserito tra le “Leggende del calcio” del Golden Foot

2017